# 前256年
| 千纪： | 前1千纪 |
| 世纪： | 前4世纪 \| 前3世纪 \| 前2世纪 |
| 年代： | 前280年代 \| 前270年代 \| 前260年代 \| 前250年代 \| 前240年代 \| 前230年代 \| 前220年代                                                       |
| 年份： | 前261年 \| 前260年 \| 前259年 \| 前258年 \| 前257年 \| 前256年 \| 前255年 \| 前254年 \| 前253年 \| 前252年 \| 前251年                         |
| 纪年： | 周赧王五十九年 魯頃公二十四年 齊王建九年 趙孝成王十年 魏安僖王二十一年 韓桓惠王十七年 秦昭襄王五十一年 楚考烈王七年 衛懷君三十七年 燕孝王二年 |

## 大事記
- 蜀郡郡守李冰及其子開始建造都江堰，約前251年完工。
- 秦國攻入洛陽，雖然东周靖公（另一說東周文君）延续周朝祭祀，但大部分學者认定這一年為東周滅亡年。
- 秦將軍摎伐韓，取陽城、負黍，斬首四萬。伐趙，取二十餘縣，斬首虜九萬。
- 西周君恐，倍秦，與諸侯約從，將天下銳師出伊闕攻秦，令無得通陽城。秦王使將軍摎攻西周，西周君携周赧王入秦，頓首受罪，盡獻其邑三十六，口三萬。秦受其獻，歸赧王於周。是歲，赧王崩。周朝滅亡，周民东归。公元前249年，秦相吕不韦灭东周。
- 汉高祖刘邦诞生于楚國沛縣。
- 楚國滅魯國。
- 羅馬共和國於第一次布匿戰爭時期，由於執政官昆圖斯·卡埃迪基烏斯陣亡，馬爾庫斯·阿蒂利烏斯·雷古魯斯成為補任執政官。

## 出生
- 刘邦，西汉开国皇帝（前195年逝世）。

## 逝世
- 周赧王，周朝天子，其去世标志长达8个世纪左右的周朝结束。周朝是中国历史上最长的王朝。